# Ptocheia
Ptocheia a také Ptokheia je v řecké mytologii duch a bohyně žebráctví. Je považována za společnici a sestru Peníe a Amechanie. Jejími protiklady jsou Euthenia a Plútos.
Je zmíněna v aristofanově díle Plutus.